# 機甲英雄 機鬥勇者
『機甲英雄 機鬥勇者（きこうえいゆう きとうゆうしゃ）』は、鈊象電子（以下、IGS）により台湾で2018年12月3日から稼働中のアーケードゲーム。また、このゲームを原作としたWebアニメが2019年8月16日から9月27日まで配信された。2023年8月4日には劇場アニメが台湾で公開。

## 概要
2011年に稼働を開始した『機甲英雄』の次回作。

## ストーリー
西暦30世紀、地球は謎の集団からの襲撃を受けた。
迎撃にあたった機甲パイロットチームの奮戦により、地球の平和は守られるも、機甲パイロットチーム（以降レジェンドパイロットを称される）は未帰還。
この事態を重く受け止めた地球防衛連合は、敵の襲撃に備え機甲パイロットの育成に力を注ぐ。
それから10年後、レジェンドパイロットを父に持つ12歳の少年「里昂（リオン）」がNo.1機甲パイロットを目指して機甲パイロット育成機関「創世記機甲學院（ジェネシス機甲アカデミー）」に入学する。

## 登場人物
担当声優は中国語版 / 日本語版（アニメ）の順。

### 創世記機甲學院
ジェネシス機甲アカデミー。
里昂（リオン）
声 - 詹雅菁 / 小市眞琴
「熱血の主人公」。12歳の熱血少年、創世メカ学園1年生。真っ直ぐな性格で正義感が強く、ヒーロー好き。10年前の戦いで未帰還となったレジェンドパイロットである父の遺志を継ぎ機甲パイロットを目指す。雷霆猛獅のパイロット。
羅布（ロブ）
声 - 蔣鐵城 / 柴崎哲志
「クールな貴公子」。創世記機甲學院チームのリーダー。幻影戰狼のパイロット。頭はいいが内向的で、いつも冷静で傲慢な姿勢をとっていた。メカ技術に造詣が深く、分析データと洞察力を駆使して敵のメカの弱点を見抜き、敵を倒すための必勝法を練るのが得意。入試を主席通過したことを里昂に妬まれライバル視される。羅布の兄も里昂の父と同じレジェンドパイロットであった。
茉莉（ジャスミン）
声 - 穆宣名 / 小倉唯
「Eスポーツ美少女」。本作のヒロインで里昂とは幼馴染。女性パイロット枠の増員を願って進学した。青髪のポニーテール姿が特徴。自信家で負けず嫌いな性格。Eスポーツの達人であり、ゲームスキルをメカ操作に巧みに応用し、華麗な戦闘スタイルを見せる。閃擊飛鷹のパイロット。
巴克斯（バックス）
声 - 雷碧文 / ファイルーズあい
「イタズラが大好きな」。やんちゃでやんちゃな性格で、自由な幸せな生活を楽しむのが好きで、新しい友達を作るのが得意。メカの戦闘能力は突出したものではないが、不測の事態を引き起こして必ず敵を倒すことができる。入試成績はビリであるが。メカや機甲が好きで志望した。導彈兔のパイロット。
馬蒂校長（マーティ校長）
声 - 曹冀魯 / 三上哲
創世記機甲學院の校長であり同校の機甲の開発者。

### 高地要塞學院
ハイランドアカデミー。
艾倫（アラン）
声 - 魏晶琦 / 岸尾だいすけ
神速劍鬥士のパイロット。女性にモテる。
米歇爾（ミッシェル）
声 - 錢欣郁 / 木村良平
高地要塞學院選手のリーダー。神威英雄王のパイロット。
蘿克莎努（ロクサーヌ）
声 - 魏晶琦（第一季）、王麗恵（劇場版（第ニ季）） / 小若和郁那（第一季）、前田玲奈（劇場版（第ニ季））
鐵壁角鬥士のパイロット。女性にモテる艾倫に拗ねる。
伊莎貝爾（イザベル）
声 - 錢欣郁 / 久保ユリカ
亞馬遜戰士のパイロット。お嬢様口調で喋り、米歇爾を慕う。
高地要塞機甲學院校長
声 - 詹雅菁 / 小若和郁那
高地要塞學院の校長。

### 島嶼學院
アイランドアカデミー。
加百列（ガブリエル）
声 - 蔣鐵城 / 森宮隆
重武裝悍將のパイロット。島嶼學院選手のリーダーで同校歴代最強と謳われる。
艾力克斯（アレックス）
声 - 林美秀 / 青木志貴
旋翼追擊者のパイロット。巴克斯を対戦前にからかう。
吉內瓦維（ジュヌヴィエーヴ）
声 - 林美秀 / 中野さいま
茉莉とはEスポーツを通しての知り合い。天空戰姬のパイロット。
里加爾特（リカルド）
声 - 詹雅菁 / 保住有哉
螺旋守護者のパイロット。
島嶼聯邦機甲學院校長
声 - 李景唐 / 北田理道
島嶼學院の校長。

### 鏡像地球
ミラーアース。別次元の地球。
鏡像 里昂（ミラー リオン）
声 - 林慕青 / 小市眞琴
鏡像地球の里昂。一人称が「僕」で、里昂本人とは真逆のクールな性格をしている。凱薩獅王のパイロット。
鏡像 羅布（ミラー ロブ）
声 - 陳玉如 / 柴崎哲志
鏡像 里昂と共に現れた、鏡像地球の羅布。羅布本人よりやや紳士的。
鏡像 茉莉（ミラー ジャスミン）
声 - 詹雅菁 / 小倉唯
鏡像地球の茉莉。茉莉本人よりおしとやかめでボブカットの髪型をしている。
鏡像 巴克斯（ミラー バックス）
声 - 陶敏嫻 / ファイルーズあい
鏡像地球の巴克斯。
馬蒂司令官（マーティ司令官）
声 - 曹冀魯 / 三上哲
鏡像地球の馬蒂。

### 布萊札德
ブランザド。10年前に地球を侵略した敵勢力。里昂の父や羅布の兄の仇。機甲武闘大会決勝戦に乱入し再侵略を宣言する。
波嵐（ポラン）
声 - 曹冀魯 / 浪川大輔
布萊札德の幹部。
多普斯（ドップス）
声 - 曹冀魯 / 虎島貴明（第一季）、藤原聖侑（劇場版（第ニ季））
波嵐の部下。
芙歐蘭（フォーラン）
声 - 錢欣郁 / 前田玲奈（第一季）、逢沢ゆりか（劇場版（第ニ季））
波嵐の部下。
巴比坎（バビガン）
声 - 林谷珍 / ランズベリー・アーサー
布萊札德の幹部。
賈布卡（ジャブカ）
声 - 陳彥鈞 / 四宮豪
布萊札德の幹部。
貝魯斯（ベルーズ）
声 - 李景唐 / 中谷一博
布萊札德の幹部。
裘林（ジュウリン）
声 - 蔣鐵城 / 林瑞貴
布萊札德の構成員。
比瑠（ビリュウ）
声 - 林谷珍 / 石井瑞樹
布萊札德の構成員。
碧朱（ビュージュ）
声 - 連思宇 / 真野あゆみ
布萊札德の構成員。
札布坦德（ザブタンド）
声 - 曹冀魯 / 黒田崇矢
布萊札德の首領。

### その他
吉吉娜（チチナ）
声 - 穆宣名 / 真野あゆみ
実況役のAI。
沙丘城邦機甲學院校長
声 - 李英吉  / 星野充昭
沙丘城邦機甲學院の校長。
希艾拉（シェラ）
声 - 楊汶穎 / 今井麻夏
光旗聖戰姬のパイロット。沙丘學院の生徒のひとり。
旁白（ナレーション）
声 - 曹冀魯 / 浪川大輔

## アミューズメントゲーム
日本国内では未展開。

### コラボレーション
魔神英雄伝ワタル 七魂の龍神丸
2021年5月7日より同作に登場する機体「龍神丸」が本作に実装される。

## アニメ
日本のアニメ制作会社GONZOが制作し、2019年8月16日から巴哈姆特動画瘋など台湾の各配信サイトで配信された（日本語版も同日配信開始。）。2020年5月8日から、提恩傳媒YouTubeチャンネルで日本語版の無料配信が公開される。ただし、日本国内の定額制動画配信サービスでの配信は実施されていない。
当初は、前作ゲーム「機甲英雄」を題材としたアニメをテレビ東京にて2018年冬に放送予定であった。
2023年8月4日、劇場版が台湾にて公開され、この劇場版をもとに構成した第二季（第2期）が同年11月10日より配信開始した。

### スタッフ
クレジットはアニメ準拠。
- 原作・企劃・製作・製作人  - IGS
- 監督 - 池添隆博
- 世界觀設計 - IGS、網野哲郎
- 機械設定 - 柳瀬敬之、PUMP、皇宇、IGS
- 系列構成 - 待田堂子
- 角色設計・總作畫監督 - 永作友克
- 作畫監督 - 阿部安佳里、佐藤愛架
- 美術監督 - 中野英統
- 色彩設計 - 近藤真登
- 撮影監督 - 堀川和人
- 3D監督 - 上條嘉之
- 編集 - 堀川和人
- 動畫製作人 - 鷹木純一
- 專案負責人 - 福嶋まどか
- 企劃協力 - NADA
- 動畫制作 - GONZO

### 主題歌
「機甲英雄」
歌：自從による第一季オープニングテーマ。歌詞は自從。作曲・編曲は丁天牧。

### 各話リスト
| 話数     | サブタイトル                                                                   | 腳本     | 分鏡圖           | 演出     | 作畫監督   | 總作畫監督 | 配信日          |        |        |        |        |        |        |        |        |        |        |        |        |        |        |        |        |        |
| 第一季   | 第一季                                                                         | 第一季   | 第一季           | 第一季   | 第一季     | 第一季     | 第一季          | 第一季 | 第一季 | 第一季 | 第一季 | 第一季 | 第一季 | 第一季 | 第一季 | 第一季 | 第一季 | 第一季 | 第一季 | 第一季 | 第一季 | 第一季 | 第一季 | 第一季 |
| -------- | ------------------------------------------------------------------------------ | -------- | ---------------- | -------- | ---------- | ---------- | --------------- | ------ | ------ | ------ | ------ | ------ | ------ | ------ | ------ | ------ | ------ | ------ | ------ | ------ | ------ | ------ | ------ | ------ |
| 第一話   | 我來了！機甲學院！（来たぜっ！機甲アカデミー！）                               | -        | -                | -        | -          | -          | 2019年 8月16日  |        |        |        |        |        |        |        |        |        |        |        |        |        |        |        |        |        |
| 第二話   | 激戰！機甲武鬥大會開始！！（激突！機甲武闘大会開始！）                         | -        | -                | -        | -          | -          | 8月30日         |        |        |        |        |        |        |        |        |        |        |        |        |        |        |        |        |        |
| 第三話   | 苦戰！最強的高地學院！！（苦戦！最強チーム・ハイランド！）                     | -        | -                | -        | -          | -          | 9月13日         |        |        |        |        |        |        |        |        |        |        |        |        |        |        |        |        |        |
| 第四話   | 敵人的名字是布萊札德！！（敵の名はブランザドっ！！）                           | -        | -                | -        | -          | -          | 9月27日         |        |        |        |        |        |        |        |        |        |        |        |        |        |        |        |        |        |
| 第二季   |                                                                                |          |                  |          |            |            |                 |        |        |        |        |        |        |        |        |        |        |        |        |        |        |        |        |        |
| 第五話   | 我們上！雷霆猛獅！！（行くぞっ！ゲキライザン！！）                             | 待田堂子 | アミノテツロ     | 吉田俊司 | あおきまほ | あおきまほ | 2023年 11月10日 |        |        |        |        |        |        |        |        |        |        |        |        |        |        |        |        |        |
| 第六話   | 為什麼，居然有兩個里昂（なぜだ、リオンが2人）                                  | 中山昇   | ワタナベシンイチ | 吉田俊司 | 都竹隆治   | あおきまほ | 11月17日        |        |        |        |        |        |        |        |        |        |        |        |        |        |        |        |        |        |
| 第七話   | 激戰！異次元通道（激突！異空間トンネル）                                       | 待田堂子 | ワタナベシンイチ | 秦義一   | あおきまほ | あおきまほ | 11月24日        |        |        |        |        |        |        |        |        |        |        |        |        |        |        |        |        |        |
| 第八話   | 拯救鏡像地球的危機（ミラーアースの危機を救え）                                 | 中山昇   | ワタナベシンイチ | 秦義一   | 桜井拓郎   | 新里りお   | 12月1日         |        |        |        |        |        |        |        |        |        |        |        |        |        |        |        |        |        |
| 第九話   | 雷霆猛獅的最後一天（ゲキライザン最後の日）                                     | 中山昇   | ワタナベシンイチ | 鈴木芳成 | あおきまほ | あおきまほ | 12月8日         |        |        |        |        |        |        |        |        |        |        |        |        |        |        |        |        |        |
| 第十話   | 新的希望，其名為超次元霸王獅（新たなる希望、その名はレガライザン）             | 中山昇   | ワタナベシンイチ | 鈴木芳成 | 新里りお   | Wang Min   | 12月15日        |        |        |        |        |        |        |        |        |        |        |        |        |        |        |        |        |        |
| 第十一話 | 新機甲誕生 霊魂同歩特訓（新機甲誕生 魂のシンクロ猛特訓）                       | 待田堂子 | ワタナベシンイチ | 鈴木芳成 | あおきまほ | あおきまほ | 12月22日        |        |        |        |        |        |        |        |        |        |        |        |        |        |        |        |        |        |
| 第十二話 | 與布萊札德的大決戰 超次元霸王獅百分之百（ブランザド最大決戦 100%レガライザン） | 待田堂子 | アミノテツロ     | 鈴木芳成 | 新里りお   | Wang Min   | 12月29日        |        |        |        |        |        |        |        |        |        |        |        |        |        |        |        |        |        |

### 劇場版
機甲英雄シリーズ10周年記念作品として『機甲英雄 劇場版 我與我等於無限大』のタイトルで劇場アニメ化。2023年8月4日に台湾にて中国語版と日本語版が同時公開された。第一季から監督がアミノテツロ、制作会社が旭プロダクションに変更となった。
この劇場版をもとに機甲英雄 機鬥勇者 第二季として構成され、同年11月10日より配信を開始した。

#### あらすじ
布萊札德の襲撃から数か月、再襲来に備えて訓練に励んでいた里昂たちの前に、突如異空間からもう一人の里昂と羅布が来訪。彼らを追って布萊札德も出現する。

#### スタッフ（劇場版）
- 原作・製作 - IGS
- 監督・音響監督 - アミノテツロ
- 系列構成・腳本 - 待田堂子
- 角色設計・配角設計 - 新里りお
- 機械設定 - 柳瀬敬之
- 總作畫監督 - あおきまほ、新里りお
- 萬能望遠鏡設計 - 青木隆
- 道具設計 - 宮崎真一
- 美術監督・美術設定 - 高橋忍
- 撮影監督 - 葛山剛士
- 色彩設計 - 小鹿絵里
- 編集 - 本田優規
- 音響効果 - 倉橋裕宗
- 録音・混音 - 村松久進
- 音響制作 - ステイラック
- 音響制作負責 - 松木香沙美
- 製作人 - 椚山英樹、河内山隆
- 動畫製作 - 馬場秀雄
- 動畫製作 - 旭プロダクション
- 動畫協助 - マーヴィージャック
- 協力 - 提恩傳媒

#### 主題歌（劇場版）
中国語版片頭曲
「光榮戰記」
作詞 - RG fighter / 作・編曲 - 丁天牧 / 歌 - 陳瑽
日本語版片頭曲
「目標！機甲英雄」
作詞 - 麻琴 / 作・編曲 - 丁天牧 / 歌 - 凍凍
中国語版・日本語版片尾曲
「On The Way」
作詞 - chia / 作・編曲 - 林正平(IGS) / 歌 - chia